# Île Hofmann
L'île Hofmann (en russe : Остров Гофмана; Ostrov Gofmana) est une île de la terre François-Joseph.

## Géographie
De 13 km de long sur 5 km de large, elle est située à 8,6 km de l'île Rainer dont elle est séparée par le détroit de Ruslan et à 17 km de l'île La Roncière dont elle est séparée par le détroit de la Bérézina. Trois petits îlots terminent sa côte nord-est. Son cap est se nomme cap de la Sugrobova et son cap ouest cap Andrée.  Un large canal de 45 km, Proliv Severo Vostochnyy, la sépare de la Terre Blanche. Elle est totalement glacée à l'exception de la côte nord-est qui est une plage rocheuse. 

## Histoire

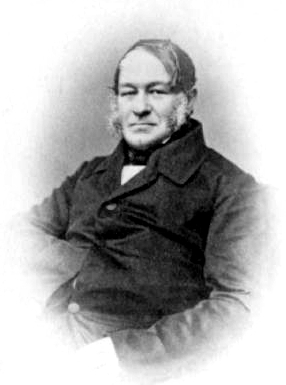
Ernst Reinhold Hofmann

Découverte par Julius von Payer et Karl Weyprecht en 1874, elle a été nommée en l'honneur de l'explorateur et minéralogiste Ernst Reinhold von Hofmann (1801-1871).